# 吾妻軌道
吾妻軌道（あがつまきどう）は、かつて群馬県渋川町（現、渋川市）の渋川から、現在の吾妻線のルートに並行するルートで中之条まで結んでいた路面電車路線。地元では中之条電車とよばれていた。
1912年、吾妻温泉馬車軌道の名前で軌間762mmの馬車鉄道として開業。その後、吾妻軌道・群馬電力・東京電力（現在の東京電力とは別。東邦電力系列で東力と呼ばれていた）・東京電燈を経て、1933年にバスに取って代わられて運転休止、翌1934年に廃止となった。なお、吾妻軌道時代の1920年に直流550V電化され、路面電車となっている。
なお、渋川から鯉沢までは元東京電燈利根線であり、これは1911年利根軌道として開業、1924年休止したもので、廃線跡地がこの鉄道に転用された。

## 路線データ
廃止時点のもの
- 路線距離（営業キロ）：渋川 - 中之条間21.3km
- 軌間：762mm
- 駅数：13駅（起終点駅含む）
- 複線区間：なし（全線単線）
- 電化区間：全線（直流550V）
  - 村上変電所、三相誘導電動発電機（交流側3000V直流側550V）直流側の出力75kW、常用1、製造所小田電機[1]

## 歴史

### 馬車鉄道時代
吾妻地方においては1897年（明治30年）に有志により吾妻馬車鉄道株式会社の設立が発起出願されたが実現しなかったという。やがて日露戦争の終わった明治40年代になり、吾妻地方の温泉客も増加するようになると地元の有志らにより馬車鉄道が計画され1910年（明治43年）10月に吾妻温泉馬車軌道株式会社が設立された。資本金は15万円に決定し社長は田中甚平が選ばれた。そして群馬郡長尾村大字吹屋村字鯉沢の利根軌道の分岐点を起点として吾妻郡中之条町大字伊勢町字伊参（林昌寺前）を終点とする11哩17鎖の軌道を敷設し、1912年（明治45年）7月に鯉沢 - 中之条間（渋川 - 鯉澤間は利根軌道と共同使用）の馬車鉄道の営業を開始した。
当時の利用者は地元の人よりも外来客が多く、終点となった中之条では四万温泉、沢渡温泉、川原湯温泉、草津温泉の各温泉へ向かう乗合馬車のターミナルとして発展していった。会社もまた乗合馬車の営業をしていたが、1916年（大正5年）3月に乗合馬車部と四万温泉馬車合資会社が合併し四万馬車合資会社を設立した（本社は吾妻軌道本社の構内）。そして中之条 - 四万間及び中之条 - 川原湯間で乗合馬車の営業をした。ほかでは1914年（大正3年）から草津馬車合資会社が中之条 - 草津間に乗合馬車の営業をしていた。

### 電気軌道以降
大正時代になり吾妻の温泉は年々盛況となり、四万温泉では大正元年には温泉客数が66,505人であったのが大正3年には77,123人に大正6年には123,834人と倍増していった。これにささえられた馬車鉄道の経営は順調であり繁忙期は増発をしていたが、さらなる輸送力の強化を求められていた。この対策としての電化の構想は1917年（大正6年）頃からで、同じ軌間の花巻電気の電車を参考にして、軌道はできるだけそのまま使用し、急曲線や勾配の箇所を改良すれば建設費を抑制できるだろうとしていた。1918年（大正7年）1月に建設費72,000円と見積もり、資本金を25万円に増資し、電化計画を進めた。
一方同年に、一足先に利根軌道が電化されることになったため、馬車では渋川まで乗り入れることが出来なくなり鯉沢折り返しとなって貨物の扱いも中止となった。会社は鯉沢から渋川まで連絡用の馬車を運転したり、自動車1台を用意して渋川-中之条間の直通運転をしたり、また利根軌道に対して鯉沢 - 渋川間の区間運転を要請するなど対応におわれた。
工事も終わり1920年（大正9年）11月に電車により運転がはじめられた。馬車時代に比べ列車の定員は12人から24人に増加し、所要時間も渋川から中之条まで2時間50分かかっていたのが1時間40分で結ぶようになり大幅に短縮した。温泉客も増加し大正12年の四万温泉は143,677人となり吾妻軌道も高収益を記録していた。
ところが吾妻軌道は電力会社の事業拡大競争（電力戦）により経営者がめまぐるしく変わっていく。群馬電力の社長田島達策は吾妻川上流地区の松谷、原町、川中に水力発電所を建設する計画を立て、子会社須川電力を創立することになり、その資材運搬のために吾妻軌道を買収した。ところがその群馬電力は事業拡張のため経営難に陥っていたため、関東進出をねらっていた東邦電力により早川電力と合併させられ、新たに東京電力が創立された。さらに東京電力は東京電燈と合併されていくことになった。
将来の脅威となる自動車が中之条に登場したのは1915年（大正4年）6月である。このときは営業運転はされなかった。その後四万馬車合資会社により大正8年7月から中之条 - 四万間に米国製スチュードベーカー製5人乗り1台により運転を始めた。また貸切用にフォード製1台を所有していた。その後、路線を拡大し大正13年6月には渋川まで進出するようになった。また1927年（昭和2年）8月に発足した群馬自動車は急速に各温泉地への路線網を敷くようになり電車から乗客を奪っていった。
自動車の急速な進出により昭和元年の乗車賃収入32,603円であったのが昭和7年になると18,390円と急減してしまう。もはや電車の存在基盤は失われており昭和8年に休止すると復活することなく翌年には廃止されるに至った。大正9年に電車が開通してから僅か10年たらずであった。

### 電気事業
1911年（明治44年）10月20日に電気事業許可を受け、1912年（明治45年）5月に吾妻郡名久田村横尾の名久田川に名久田発電所（水力、出力75kW）が竣工した。そして5月3日には中之条町の一部へ電気を供給を開始した。その後地域を拡大し、1913年（大正2年）4月には同郡原町にも供給されるようになった。
1914年（大正3年）10月同郡沢田村四万に四万発電所（水力、出力17kW）が竣工し四万温泉にも電灯が点くようになった。会社は発電所を2ヶ所所有し、中之条町、沢田村及び原町の一部に供給していた（大正4年6月現在）。このうち原町は町営で電気事業を行うことになり1922年（大正11年）に原町の供給は停止された。
発電所は電力会社に合併された後も使用されていたが水害により被害を受けたため廃止された。

### 年表
- 1910年（明治43年）10月17日吾妻温泉馬車軌道設立
- 1912年（明治45年）5月3日中之条町へ電燈供給開始
- 1912年（明治45年）7月22日 鯉沢 - 伊勢町林昌寺前間、開業
- 1912年（大正元年）11月1日 利根軌道に乗り入れ開始[注釈 9]
- 1913年（大正2年）7月27日 吾妻軌道に社名変更
- 1918年（大正7年）1月21日 利根軌道電化のため鯉沢 - 伊勢町林昌寺前間の折り返し運転になる。
- 1920年（大正9年）11月 全線電化
- 1924年（大正13年）11月4日 群馬電力が吾妻軌道を合併
- 1925年（大正14年）3月6日 渋川 - 鯉沢間を開業。元の利根軌道線転用
- 1925年（大正14年）3月16日 群馬電力・早川電力が合併し東京電力発足
- 1927年（昭和2年）8月26日 伊勢町林昌寺前を中之条に変更（許可）
- 1927年（昭和2年）10月1日 新町（渋川を改称） - 渋川間開通。前日まで乗り入れていた渋川新町のターミナルの使用を中止し、鉄道省渋川駅前まで路線を延長して渋川とする[20]。
- 1928年（昭和3年）4月1日 東京電燈が東京電力を合併
- 1933年（昭和8年）3月 渋川 - 中之条間休止
- 1934年（昭和9年）9月30日 渋川 - 中之条間廃止[21]

## 輸送・収支実績
| 年度               | 人員（人） | 貨物数量（噸） | 営業収入（円） | 営業費（円） | 営業益金（円） | 雑収入（円）      | 雑支出（円）         |
| ------------------ | ---------- | -------------- | -------------- | ------------ | -------------- | ----------------- | -------------------- |
| 1912年（大正元年） | 292,040    | 1,145          | 23,872         | 18,791       | 5,081          | 4,053/利子29      | 利子6,918            |
| 1913年（大正2年）  | 510,140    | 3,490          | 26,899         | 26,302       | 597            | 電気7,603/利子71  | 利子8,369            |
| 1914年（大正3年）  | 48,305     | 3,200          | 30,375         | 22,444       | 7,931          | 電気8,389/利子120 | 電気1,791/利子6,236  |
| 1915年（大正4年）  | 42,878     | 3,244          | 25,008         | 22,704       | 2,304          | 電気14,217/利子47 | 電気6,140/利子3,467  |
| 1916年（大正5年）  | 51,403     | 2,765          | 28,845         | 22,407       | 6,438          | 12,773            | 副業5,099/利子4,696  |
| 1917年（大正6年）  | 57,670     | 2,718          | 34,593         | 29,078       | 5,515          | 16,315            | 副業9,050            |
| 1918年（大正7年）  | 58,169     | 330            | 34,812         | 32,194       | 2,618          | 20,611            | 副業9,642/利子2,246  |
| 1919年（大正8年）  | 27,261     |                | 40,437         | 34,947       | 5,490          | 38,811            | 副業19,567/利子4,413 |
| 1920年（大正9年）  | 53,223     |                | 11,464         | 9,638        | 1,826          | 11,638            | 副業2,470            |
| 1921年（大正10年） | 77,547     | 770            | 85,644         | 87,762       | ▲ 2,118        |                   |                      |
| 1922年（大正11年） | 88,501     | 5,852          | 93,835         | 70,084       | 23,751         |                   |                      |
| 1923年（大正12年） | 92,885     | 4,598          | 92,135         | 68,389       | 23,746         | 31,530            | 13,162               |
| 1924年（大正13年） | 60,055     | 2,147          | 46,434         | 40,506       | 5,928          |                   |                      |
| 1925年（大正14年） | 62,291     | 3,855          | 55,202         | 58,027       | ▲ 2,825        |                   |                      |
| 1926年（昭和元年） | 73,395     | 1,941          | 39,283         | 32,237       | 7,046          |                   |                      |
| 1927年（昭和2年）  | 94,799     | 1,442          | 38,737         | 35,827       | 2,910          |                   |                      |
| 1928年（昭和3年）  | 128,344    | 7,509          | 51,710         | 42,963       | 8,747          |                   |                      |
| 1929年（昭和4年）  | 122,149    | 12,421         | 49,172         | 53,782       | ▲ 4,610        |                   |                      |
| 1930年（昭和5年）  | 102,836    | 690            | 29,553         | 35,777       | ▲ 6,224        |                   |                      |
| 1931年（昭和6年）  | 99,463     | 114            | 25,215         | 29,488       | ▲ 4,273        |                   |                      |
| 1932年（昭和7年）  | 93,656     | 27             | 18,950         | 27,903       | ▲ 8,953        |                   |                      |
| 1933年（昭和8年）  | 81,656     | 44             | 15,014         | 22,443       | ▲ 7,429        |                   |                      |

鉄道院年報、鉄道院鉄道統計資料、鉄道統計資料より（国立国会図書館デジタルコレクション）
- 1912-1913年の人員は疑問。1924年以降の雑収入、雑支出勘定は電力会社に合併されたため省略した。

## 車両
- 電車は木製単車で4両（1 - 4）在籍した。岩崎レール製で定員24人、車体幅1,330mm、自重3噸、電動機は20馬力が2個で小田電気製、制御器は三菱製であった。また附随客車は木製単車で6両在籍した。
- 電気機関車は形態がL型の2軸車が3両在籍した。自重4噸、電動機は15馬力が2個。前歴は足尾銅山と伝えられている。1929年に元利根軌道の東京電灯沼田線から1両を転用した。電動機は25馬力が2個、L型2軸車[22]。

## 運行状況
馬車鉄道時代の明治45年7月の時間表によると渋川-中之条間11往復（一部は乗客がある場合の臨時便）渋川発は午前7時から午後5時までで所要時間は2時間50分。中之条発は午前6時から午後4時までで所要時間は2時間30分であった。

## 停留所一覧
文献により差異がある。
- 『渋川市誌 第3巻 通史編 下 近代・現代』270頁に掲載の営業報告書による大正2年時の馬車鉄道時代

渋川 - 阿久津 - 鯉沢 - 北牧 - 寄島 - 石合 - 田ノ入 - 甲里 - 村上 - 岩井堂 - 市城 - 青山 - 中之条
- 『日本鉄道旅行地図帳』23頁 このうち小野子・市城は後の田ノ入・下市城と同一でない可能性もある

渋川 - 阿久津 - 鯉沢 - 北牧 - 横堀 - 木ノ間 - 小野子（→田ノ入）- 甲里 - 村上 - 岩井堂 - 市城（→下市城）- 青山 - 中之条
- 『日本の市内電車-1895-1945-』229頁 - この本によれば名称は判明する限りは最終のもの。

渋川 - 大正橋通 - 新町 - 北新道 - 公園下（→公園館前）- 坂下町 - 鯉沢 - 原 - 北牧 - 寄居 - 木ノ間 - 横堀 - 田ノ入 - 甲里 - 箱島渡船場 - 西滝 - 塩川 - 岩井堂 - 下赤城 - 上赤城 - 市城稲荷前 - 青山 - 下宿 - 明神前 - 銀行前 - 求支館前 - 小学校前 - 中之条
甲里には馬を交替させるための厩舎があり、電化後は変電所が設置された。

## 接続路線
事業者名・路線名は当線営業時
- 渋川：鉄道省上越線、東武伊香保軌道線・前橋線・高崎線
- 鯉沢：利根軌道（1925年3月5日まで）